# Stina Grenholm
Stina Grenholm, född 1977 i Bjurholm, är en svensk skidorienterare. Hon tog VM-guld på damernas medeldistanslopp 2002 i Borovetz i Bulgarien, samt brons 2004 och 2005.
Hon slutade trea i världscupen 2003.

### Fotnoter
1. ↑  World Ski Orienteering Championships – IOF (Läst 24 juni 2008)
2. ↑  World Cup in Ski Orienteering – IOF (Läst 24 juni 2008)